# Copa del Generalísimo 1967/68
Die Copa del Generalísimo 1967/68 war die 64. Austragung des spanischen Fußballpokalwettbewerbes, der heute unter dem Namen Copa del Rey stattfindet.
Der Wettbewerb startete am 1. Oktober 1967 und endete mit dem Finale am 11. Juli 1968 im Estadio Santiago Bernabéu in Madrid. Titelverteidiger des Pokalwettbewerbes war der FC Valencia. Den Titel gewann der CF Barcelona durch einen 1:0-Erfolg im Finale gegen den Erzrivalen Real Madrid. Damit qualifizierten sich die Katalanen für den Europapokal der Pokalsieger 1968/69.

## Vorrunde
Die Hinspiele wurden am 1. Oktober, die Rückspiele am 22. Oktober 1967 ausgetragen.
|                           | Gesamt |                   | Hinspiel | Rückspiel |
| ------------------------- | ------ | ----------------- | -------- | --------- |
| CD Alcoyano               | 2:0    | FC Burgos         | 2:0      | 0:0       |
| Atlético Ceuta            | 2:4    | Real Santander    | 1:2      | 1:2       |
| CD Badajoz                | 4:3    | Real Murcia       | 4:2      | 0:1       |
| FC Cádiz                  | 2:5    | Real Gijón        | 2:1      | 0:4       |
| Calvo Sotelo CF           | 3:0    | Club Ferrol       | 1:0      | 2:0       |
| CD Castellón              | 3:2    | CA Osasuna        | 3:1      | 0:1       |
| Celta Vigo                | 4:0    | RCD Mallorca      | 3:0      | 1:0       |
| CD Constancia             | 02:10  | Real Valladolid   | 2:2      | 0:8       |
| Deportivo La Coruña       | 2:4    | Hércules Alicante | 1:3      | 1:1       |
| CD Europa                 | 4:4    | Real Jaén         | 4:0      | 0:4       |
| Gimnástica de Torrelavega | 2:2    | CD Mestalla       | 0:1      | 2:1       |
| FC Granada                | 4:4    | UP Langreo        | 2:2      | 2:2       |
| Xerez CD                  | 3:3    | UD Lérida         | 3:0      | 0:3       |
| Levante UD                | 2:5    | FC Badalona       | 2:1      | 0:4       |
| Real Oviedo               | 4:4    | Recreativo Huelva | 3:2      | 1:2       |
| Rayo Vallecano            | 3:2    | CD Teneriffa      | 3:1      | 0:1       |

### Entscheidungsspiele
Die Spiele wurden am 8., 12., 14. und 21. Dezember 1967 sowie am 19. März 1968 ausgetragen.
|                           | Ergebnis |                   |
| ------------------------- | -------- | ----------------- |
| CD Europa                 | 1:0      | Real Jaén         |
| Xerez CD                  | 2:1      | UD Lérida         |
| FC Granada                | 0:1      | UP Langreo        |
| Gimnástica de Torrelavega | 3:2      | CD Mestalla       |
| Real Oviedo               | 11:1 1   | Recreativo Huelva |

## Runde der letzten 32
Die Hinspiele wurden am 12. Mai, die Rückspiele am 19. Mai 1968 ausgetragen.
|                   | Gesamt |                           | Hinspiel | Rückspiel |
| ----------------- | ------ | ------------------------- | -------- | --------- |
| Atlético Bilbao   | 5:1    | CD Alcoyano               | 1:0      | 4:1       |
| CD Badajoz        | 2:5    | Elche CF                  | 0:1      | 2:4       |
| FC Badalona       | 3:3    | Betis Sevilla             | 2:3      | 1:0       |
| CF Barcelona      | 5:2    | Real Gijón                | 5:0      | 0:2       |
| Celta Vigo        | 3:1    | FC Córdoba                | 1:1      | 2:0       |
| Hércules Alicante | 2:4    | RCD Español               | 0:0      | 2:4       |
| Xerez CD          | 2:3    | CD Sabadell               | 2:0      | 0:3       |
| UP Langreo        | 02:10  | UD Las Palmas             | 1:4      | 1:6       |
| Real Madrid       | 3:0    | Calvo Sotelo CF           | 2:0      | 1:0       |
| CD Málaga         | 2:0    | CD Castellón              | 1:0      | 1:0       |
| Recreativo Huelva | 2:3    | Pontevedra CF             | 2:0      | 0:3       |
| Real Santander    | 1:4    | Real Sociedad             | 0:1      | 1:3       |
| FC Sevilla        | 7:4    | Rayo Vallecano            | 7:3      | 0:1       |
| FC Valencia       | 6:0    | Gimnástica de Torrelavega | 5:0      | 1:0       |
| Real Valladolid   | 3:6    | Atlético Madrid           | 0:3      | 3:3       |
| Real Saragossa    | 4:0    | CD Europa                 | 3:0      | 1:0       |

### Entscheidungsspiele
Das Spiel wurde am 21. Mai in Madrid ausgetragen.
|             | Ergebnis |               |
| ----------- | -------- | ------------- |
| FC Badalona | 1:3      | Betis Sevilla |

## Achtelfinale
Die Hinspiele wurden am 26. Mai, die Rückspiele am 2. Juni 1968 ausgetragen.
|                 | Gesamt |                 | Hinspiel | Rückspiel |
| --------------- | ------ | --------------- | -------- | --------- |
| Atlético Bilbao | 6:2    | UD Las Palmas   | 6:0      | 0:2       |
| Betis Sevilla   | 1:2    | Atlético Madrid | 0:0      | 1:2       |
| Elche CF        | 2:0    | CD Málaga       | 1:0      | 1:0       |
| RCD Español     | 1:2    | FC Valencia     | 1:0      | 0:2       |
| Pontevedra CF   | 1:2    | Celta Vigo      | 0:0      | 1:2       |
| Real Madrid     | 5:3    | FC Sevilla      | 1:0      | 4:3       |
| Real Sociedad   | 1:8    | CF Barcelona    | 0:2      | 1:6       |
| CD Sabadell     | 1:5    | Real Saragossa  | 0:0      | 1:5       |

## Viertelfinale
Die Hinspiele wurden am 9. Juni, die Rückspiele am 16. Juni 1968 ausgetragen.
|                 | Gesamt |                 | Hinspiel | Rückspiel |
| --------------- | ------ | --------------- | -------- | --------- |
| Atlético Madrid | 4:2    | FC Valencia     | 1:0      | 3:2       |
| CF Barcelona    | 3:1    | Atlético Bilbao | 3:1      | 0:0       |
| Elche CF        | 3:3    | Celta Vigo      | 3:0      | 0:3       |
| Real Saragossa  | 3:4    | Real Madrid     | 3:2      | 0:2       |

### Entscheidungsspiele
Das Spiel wurde am 18. Juni in Madrid ausgetragen.
|          | Ergebnis |            |
| -------- | -------- | ---------- |
| Elche CF | 1:2      | Celta Vigo |

## Halbfinale
Die Hinspiele wurden am 23. Juni, die Rückspiele am 28. Juni 1968 ausgetragen.
|                 | Gesamt |              | Hinspiel | Rückspiel |
| --------------- | ------ | ------------ | -------- | --------- |
| Atlético Madrid | 2:3    | CF Barcelona | 1:0      | 1:3       |
| Celta Vigo      | 3:5    | Real Madrid  | 3:2      | 0:3       |

## Finale
Die Spielleitung der Finalpartie durch den Schiedsrichter Antonio Rigo erwies sich als sehr umstritten. Der Spanier hatte bereits das Halbfinalrückspiel des Pokals zwischen Atlético Madrid und dem CF Barcelona geleitet und durch seine Entscheidungen für Entrüstung beim Madrider Anhang gesorgt. Auch während des Finalspiels zog Rigo durch verschiedene Entscheidungen den Zorn der madrilenischen Fans auf sich, die daraufhin Schmährufe skandierten und zahlreiche Flaschen sowie andere Gegenstände auf das Spielfeld warfen. Aus diesem Grund wurde die Partie anschließend als „la final de las botellas“ (dt. „Finale der Flaschen“) bezeichnet.
| CF Barcelona                                        | CF Barcelona | Real Madrid | Real Madrid |
| --------------------------------------------------- | --- | --- | ----------- |
| CF Barcelona                                        | \| 11. Juli 1968 in Madrid (Estadio Santiago Bernabéu) \| \| Ergebnis: 1:0 (1:0) \| \| Zuschauer: 100.000 \| \| Schiedsrichter: Antonio Rigo \|                                                                      | \| 11. Juli 1968 in Madrid (Estadio Santiago Bernabéu) \| \| Ergebnis: 1:0 (1:0) \| \| Zuschauer: 100.000 \| \| Schiedsrichter: Antonio Rigo \|                                                       | Real Madrid |
| CF Barcelona                                        | Salvador Sadurní – Antoni Torres, Gallego, Eladio Silvestre – Pedro María Zabalza, Josep Fusté – Joaquim Rifé, José Antonio Zaldúa , Jorge Mendonça, Jesús María Pereda, Carles Rexach Cheftrainer: Salvador Artigas | Antonio Betancort – Vicente Miera , Fernando Zunzunegui, Manuel Sanchís – Pirri, Ignacio Zoco – Fernando Serena, Amancio Amaro, Ramón Grosso, José Luis López, Miguel Pérez Cheftrainer: Miguel Muñoz | Real Madrid |
| CF Barcelona                                        | 1:0 Fernando Zunzunegui (6., ET) | | Real Madrid |
| 11. Juli 1968 in Madrid (Estadio Santiago Bernabéu) | | |             |
| Ergebnis: 1:0 (1:0)                                 | | |             |
| Zuschauer: 100.000                                  | | |             |
| Schiedsrichter: Antonio Rigo                        | | |             |